# June Gable
June Gable (Nova Iorque, 5 de junho de 1945) é uma atriz estadunidense mais conhecida por seu papel como a agente de Joey, Estelle Leonard, na sitcom Friends.
Recebeu uma indicação ao Tony Award de 1974, por seu trabalho na Broadway.

## Biografia

### Primeiros anos e formação acadêmica
June Gable nasceu no bairro do Brooklyn em Nova Iorque, filha de Joseph e Shirley Golub. Iniciou seus estudos no curso de artes cênicas na Universidade Carnegie Mellon, em Pittsburgh, na Pensilvânia.

### Teatro
Realizou sua estreia no teatro no circuito Off-Broadway, fez parte de uma encenação de Jacques Brel is Alive and Well and Living in Paris, no ano de 1968. Realizou sua estreia na Broadway na peça Cândido, ou O Otimismo em 1974, pelo qual foi indicada ao Tony Award de  Melhor Atriz Coadjuvante em Musical por seu personagem, Velha Senhora.
Viveu Snooks Keenne, na peça Moose Murders, considerado um fracasso da Brodway, que abriu e fechou na mesma noite, no ano de 1983  – tendo uma única apresentação.
Em novembro de 2012, ela estrelou o papel principal, Marie, na estreia mundial de All Hallowed de Bill C. Davis no Waco Civic Theatre em Waco, no estado do Texas, sob a direção de George Boyd.

### Televisão e cinema
Na televisão, Gable interpretou a detetive Battista no seriado Barney Miller na terceira temporada de 1976. No ano de 1979, viveu Rhoda Rooter em especiais de televisão da Hanna-Barbera, Legends of the Superheroes.
Entre os anos de 1978 e 1981, fez parte do elenco regular da série de variedades Sha Na Na. Na década de 1980, atuou em episódios de séries de sucesso, incluindo Miami Vice e Kate & Allie. No cinema, participou de pequenos papéis nos filmes Brenda Starr e She-Devil, ambos lançados em 1989.
Na série Friends, durante dez anos, interpretou Estelle Leonard, dona da agência de talentos Estelle Leonard, sendo agente de Joey Tribbiani (Matt LeBlanc). Despediu-se da série na décima, e última temporada. Apesar da longevidade no papel, interpretou na série uma enfermeira na primeira temporada do programa. Também interpretou um personagem recorrente na série de comédia da HBO, Dream On, entre os anos de 1990 e 1996, interpretando Libby Friedman.
Em 2018, fez parte do elenco do filme The Week Of produzido pelo serviço de streaming Netflix, que tem Chris Rock e Adam Sandler como protagonistas.  Em 2023, integrou o elenco de Maestro, dirigido por Bradley Cooper.

## Filmografia

### Cinema
| Ano  | Filme               | Personagem |
| ---- | ------------------- | ---------- |
| 1989 | Brenda Starr        | Luba       |
| 1989 | She-Devil           | Realtor    |
| 2018 | The Week Of         | Roberta    |
| 2022 | Somewhere in Queens | Mama Russo |
| 2023 | Maestro             | Old Lady   |

### Televisão
| Ano       | Título                             | Personagem                                          | Notas                                                 |
| --------- | ---------------------------------- | --------------------------------------------------- | ----------------------------------------------------- |
| 1976      | Newman's Drugstore                 | Shirley tinker                                      | Filme de televisão                                    |
| 1976-77   | Barney Miller                      | Detetive Maria Battista                             | Episódios: "Noninvolment" e "Smog Alert"              |
| 1977      | The Bay City Amusement Company     | Gail                                                | Filme de televisão                                    |
| 1977-78   | Laugh-In                           | Elenco recorrente                                   | 6 episódios                                           |
| 1978-81   | Sha Na Na                          | Ela mesmo                                           | Vários episódios                                      |
| 1979      | Legends of the Superheroes         | Rhoda Rooter                                        | Episódio: "The Roast"                                 |
| 1987      | Crime Story                        | Aggie, a garçonete                                  | Episódio: "Little Girl Lost"                          |
| 1989      | Kate & Allie                       | Papel desconhecido                                  | Episódio: "The Review"                                |
| 1990      | Miami Vice                         | Dr. Ellen Hardy                                     | Episódio: "Too Much, Too Late"                        |
| 1990      | Head of the Class                  | Greta Amory                                         | Episódio: "Viki's Torn Genes"                         |
| 1990-96   | Dream On                           | Libby Friedman                                      | 7 episódios                                           |
| 1993      | Family Album                       | Senhora Krevitz                                     | Episódio: "Salon, Farewell, Auf Widersehn, Goodbye"   |
| 1994      | Mad About You                      | Mulher 1                                            | Episódio: "The City"                                  |
| 1994-2003 | Friends                            | Estella Leonard (recorrente) Enfermeira (convidada) | 10 episódios/ "The One with the Birth" como convidada |
| 1997      | The Tony Danza Show                | Mulher                                              | Episódio: "The Milk Run"                              |
| 1997      | Caroline in the City               | Naomi                                               | Episódio: "Caroline and the Quiz Show"                |
| 1998      | Buddy Faro                         | Desconhecido                                        | Episódio piloto                                       |
| 2000      | Sally Hemings: An American Scandal | Madame Dupree                                       | Filme de televisão                                    |
| 2012      | My America                         | Papel desconhecido                                  | Episódio: "Annette"                                   |
| 2016      | Nunsense                           | Sra. Rose Seraphine                                 | Episódio piloto                                       |

### Teatro
| Ano     | Peça          | Personagem    | Teatro                 | Notas                                                                                   | Ref.   |
| ------- | ------------- | ------------- | ---------------------- | --------------------------------------------------------------------------------------- | ------ |
| 1973    | Nash at Nine  | Standby       | Helen Hayes Theatre    |                                                                                         | [ 24 ] |
| 1976-76 | Candide       | Velha Senhora | Teatro da Broadway     | - 740 apresentações; - Nomeação para Tony Award de Melhor Atriz Coadjuvante em Musical. | [ 24 ] |
| 1975-76 | The Ritz      | Googie Gomez  | Longacre Theatre       | - Substituiu Rita Moreno.                                                               | [ 24 ] |
| 1983    | Moose Murders | Snooks Keene  | Eugene O'Neill Theatre | - Única apresentação.                                                                   | [ 24 ] |